# Liste der niederländischen Botschafter in Kenia
Liste der niederländischen Botschafter in Kenia.
| Ernennung Akkreditierung | Name                                     | Bemerkungen | ernannt von          | akkreditiert bei der Regierung | Posten verlassen |
| ------------------------ | ---------------------------------------- | --- | -------------------- | ------------------------------ | ---------------- |
| 20.10.1958               | A. Zaal                                  | Generalkonsul                                                                                                   | Louis Beel           | Malcolm MacDonald              | 1961             |
| 1961                     | Willem Pieter Lambertus Gerardus de Boer | (* 1915 in Leiden Holland; 1961) Ab 1963 Botschafter                                                            | Jan de Quay          | Jomo Kenyatta                  | 1966             |
| 1966                     | Jan C. van Beusekom                      | War zwei Jahre im KZ Buchenwald in Gefangenschaft, 1948 Geschäftsträger in Ragoon, 1951 Botschafter in Caracas, | Jelle Zijlstra       | Jomo Kenyatta                  | 1970             |
| 1970                     | J. Polderman                             | | Piet de Jong         | Jomo Kenyatta                  | 1974             |
| 1974                     | R.H. Fein                                | | Joop den Uyl         | Jomo Kenyatta                  | 1978             |
| 2006                     | Maria Laetitia A. C. van den Assum       | | Jan Peter Balkenende | Mwai Kibaki                    |                  |